# Celluloid Rock
Celluloid Rock was een Belgische vierdelige serie over rockfilms op de BRT in 1979-'80.

## Geschiedenis
Het programma handelde over rockfilms en het gebruik van rockmuziek in films. Presentator en realisator was Roel Van Bambost. Het programma werd bekroond met De HA! van Humo. Dit vanwege "de intelligentie en het geïnspireerde vakmanschap waarmee Van Bambost de geschiedenis van de rockfilm heeft geschetst en kritisch belicht.

## Concept
De reeks was chronologisch opgebouwd: vanaf de rock-'n-roll-revolutie midden de jaren vijftig tot aan The Wall (1982) van Pink Floyd. De reeks opende het verhaal in 1955 met de film Blackboard Jungle. De eerste Teddy Boys, nozems en Halbstarken zette de bioscopen toen namelijk op stelten zodra Bill Haley & His Comets te horen waren met Rock Around the Clock. Daarnaast werd ook de brede historische achtergrond beknopt weergegeven. Het geheel werd doorspekt met interviews met auteurs, zangers, cineasten en critici. Ten slotte werden zowel de positieve als negatieve facetten van de rockfilm belicht, zoals het kunstmatig fabriceren en exploiteren van tieneridolen.

## Publicatie
In 1982 werd het boek Rock Films uitgebracht bij het Masereelfonds. Het boek was geïnspireerd door de BRT-serie en was eveneens samengesteld door Roel Van Bambost.

## Nieuwe reeks
In 2000 bracht Van Bambost een geüpdatete versie van Celluloid Rock in de rubriek Cinema Musika van het radio1-programma De Melkweg.